# The Fighting Heart (film fra 1919)
The Fighting Heart er en amerikansk stumfilm fra 1919 af B. Reeves Eason.

## Medvirkende
- Jack Perrin
- Hoot Gibson
- Josephine Hill
- William Pathe
- Magda Lane